# Avellinia
Avellinia es un género de plantas herbáceas perteneciente a la familia de las poáceas. Es originaria de Eurasia.

## Descripción
Son plantas anuales. Hojas con márgenes ligeramente soldados en la base; lígula corta, obtusa y dentada, membranosa; limbo generalmente convoluto. Inflorescencia en panícula laxa. Espigas comprimidas lateralmente, con 2-4 flores hermafroditas articulada con la raquilla. Glumas 2, muy desiguales, aquilladas; la inferior uninervada, la superior trinervada. Lema con 3-5 nervios, bidentada; arista dorsal inserta en el 1/3 o 1/4 superior de la lema, recta. Callo obtuso. Pálea más corta que la mitad de la lema, con 2 quillas ciliadas, bífida. Lodículas bilobadas. Ovario glabro. Cariopsis estrechamente fusiforme, no surcada. Hilo linear.

## Taxonomía
El género fue descrito por Filippo Parlatore y publicado en Plantae Novae vel Minus Notae ... 59, en 1842.

#### Etimología
Avellinia: nombre genérico otorgado en honor de Giulio Avellino (fl. 1840 – 1843), botánico y naturalista napolitano.

#### Citología
El número cromosómico básico del género es x=7, con números cromosómicos somáticos de 2n=12.

#### Especies
Comprende 2 especies aceptadas:
- Avellinia festucoides (Link) Valdés y H.Scholz, 2006
- Avellinia longiaristata (Font Quer) Romero Zarco y L.Sáez, 2018